# Розмини-Сербати, Антонио
Антонио Франческо Давиде Амброджо Розмини-Сербати (итал. Antonio Francesco Davide Ambrogio Rosmini Serbati; 24 марта 1797, Роверето, Италия — 1 июля 1855, Стреза, Италия) — итальянский философ и священник Римско-католической церкви, причисленный к лику блаженных (2007).
Выработал объективный религиозно-философский идеализм, исходящий из самонаблюдения, и называл его идеологическим психологизмом; считается предшественником христианского спиритуализма. Основал поныне существующую конгрегацию «братьев и сестер любви» (итал. Instituto della Carità; с 1928).

## Биография
Антонио Розмини-Сербати происходил из знатного рода; в 1821 году принял духовное звание, поставив себе задачей выработать такую философскую систему, которая послужила бы для религии опорой в борьбе со скептицизмом и неверием.
В 1848 году папа римский Пий IX назначил его министром просвещения в преобразовательном кабинете Росси. Когда в Риме вспыхнула революция, Розмини последовал за папой в Гаэту. Тем не менее, он не избежал преследований: его сочинения «Delle cinque piaghe della sancta chiesa» (о пяти язвах церкви) и «La costituzione secondo la giustizia sociale» (о второй конституции социальной справедливости) были, по требованию иезуитов, занесены в «Индекс запрещённых книг».
Его философия пользовалась значительным распространением в Италии и пропагандировалась несколькими журналами, особенно «Sapienza» (Турин, с 1879). К числу приверженцев присоединяется и поэт Манцони, в своём «Dialogo dell invenzione».
В 1828 года Розмини-Сербати основал конгрегацию «братьев и сестер любви» (итал. Instituto della Carità), существующую до настоящего времени в форме ордена. Розминианцы имеют представительства во многих странах мира, штаб-квартира находится в Риме, основные учреждения ордена расположены в Сакро Монте ди Домодоссола.
С 1836 года проживал в аббатстве Сан-Микеле, где занимался возрождением монастырской жизни. Здесь же была устроена штаб-квартира Конгрегации «братьев и сестер любви».

## Философия
Примыкая, главным образом, к Декарту и Бональду, а в философии права — к Галлеру, Розмини выработал объективный религиозно-философский идеализм, исходящий из самонаблюдения; он называл его идеологическим психологизмом, противопоставляя его как сенсуализму Романьози, так и онтологизму Джоберти. Только формы познания (например — субстанция, причина, число, истина) возникают из духа, но не содержание их. Объектами опыта служат восприятия и вещи, лежащие в их основе. Главные из смешанных идей, возникающих путём чувственного опыта, обобщённого посредством идеи бытия, суть идеи духа и тела. Связь между ними в нас — непосредственно сознаваемый нами факт, но он не поддаётся объяснению. Познание Бога не бывает эмпирическим, напротив — скорее априорным: идея бытия даёт себя знать во мне, как факт, но она не может происходить ни от меня, ни от другого конечного существа, а предполагает безусловную действительность, которая оказывается тождественной с Богом.

### Критика
Епископ Ферре, в сочинении «Degli universali secondo la teoria Rosminiana confrontata colla dottrina di S. Tommaso di Aquino» (Казале, 1880) пытался доказать полное согласие Розмини с правильно понятым Фомой Аквинским.
Паганини (C.P. Paganini), в своих «Sulle piu risposte armonie della filosofia naturale colla filosofia sopranaturale» (Пиза, 1861) доказывает, что Розмини в своей доктрине соединяет учения Августина и Фомы.
Среди выдающихся итальянских томистов были и противники Розмини, например Корнольди, в сочинении «Il Rosminiasmo sintesi dell’ otnologismo et del panteismo» (Рим, 1883).

## Причисление к лику блаженных (2007)
В конце XX века Римско-католическая церковь оценила героические добродетели Розмини-Сербати. В энциклике Fides et Ratio (1998) Розмини упомянут среди значимых мыслителей, показавших плодотворность взаимодействия философии и богословия.
26 июня 2006 года папа римский Бенедикт XVI подписал декреталию, объявляющую Антонио Розмини-Сербати досточтимым. 18 ноября 2007 г. в Новаре прошла церемония причисления его к лику блаженных.

## Список произведений
- Nuovo saggio sull’origine delle idee, 1830
- Princìpi della scienza morale, 1831
- Filosofia della morale, 1837
- Antropologia in servizio della scienza morale, 1838
- Filosofia della politica, 1839
- Filosofia del diritto, 1841—1845
- Teodicea, 1845.